# Infección oportunista
Una infección oportunista es una enfermedad causada por un patógeno que habitualmente no afecta a las personas con un sistema inmune sano. Un sistema inmune enfermo representa una «oportunidad» para el patógeno de causar infección.

## Causas
La inmunodeficiencia o inmunodepresión es mayoritariamente causada por:
- Desnutrición
- Infecciones recurrentes[2]
- Inmunosupresores administrados para el trasplante de órganos
- Infección de VIH: Ver: Enfermedades oportunistas asociadas a VIH
- Quimioterapia[3]
- Predisposición genética
- Daño en la piel
- Tratamiento con antibióticos
- Procedimientos médicos
- Embarazo
- Uso prolongado de corticoesteroides

## Tipos
Algunas de estas infecciones son:
- Acinetobacter baumannii
- Aspergillus sp.
- Candida albicans
- Citomegalovirus
- Clostridium difficile
- Cryptococcus neoformans
- Cryptosporidium
- Geomyces destructans
- Histoplasma capsulatum
- Isospora belli
- Sarcoma de Kaposi
- Legionella pneumophila causante de la Enfermedad del legionario
- Microsporidium
- Mycobacterium avium complex
- Pneumocystis jiroveci, antes conocida como Pneumocystis carinii f. hominis
- Polyomavirus JC polyomavirus el virus responsable de la Leucoencefalopatía multifocal progresiva
- Pseudomonas aeruginosa
- Staphylococcus aureus
- Streptococcus pyogenes
- Toxoplasma gondii